# Gabriele Reich-Gutjahr
Gabriele Reich-Gutjahr (* 30. Juli 1957 in Stuttgart) ist eine deutsche Politikerin (FDP). Sie war von 2016 bis 2021 Mitglied des baden-württembergischen Landtages.

## Leben und Ausbildung
Nach Volksschule in Remshalden, Gymnasium und Abitur in Weinstadt studierte Reich-Gutjahr von 1976 bis 1982 Volkswirtschaftslehre, Politische Wissenschaften, Kommunikationswissenschaften und Öffentliches Recht an der Ludwig-Maximilian-Universität in München.
Von 1983 bis 2008 arbeitete sie bei der Robert Bosch GmbH in den Geschäftsbereichen Elektrowerkzeuge, Automotive, Telekommunikation und Industrieausrüstung sowie in der Zentrale. Von 2008 bis 2018 war Reich-Gutjahr Geschäftsführende Gesellschafterin der ASKESIS GmbH & Co. KG in Stuttgart.
Reich-Gutjahr ist verheiratet und evangelischer Konfession.

## Politik
Reich-Gutjahr ist seit 2008 Mitglied der FDP. Von 2009 bis 2014 war sie Regionalrätin im Verband Region Stuttgart. Von Juli 2014 bis Mai 2021 war sie Stadtgruppenvorsitzende der FDP in Degerloch. In den Kreisvorstand Stuttgart wurde sie im März 2015 als Beisitzerin gewählt. Seit Mai 2021 ist sie Vorsitzende des FDP-Kreisverbands Stuttgart. Sie ist Mitglied im Liberalen Mittelstand Baden-Württemberg e.V. sowie bei den Liberalen Frauen Baden-Württemberg.
Bei der Landtagswahl 2016 trat sie im Landtagswahlkreis Stuttgart II an und wurde mit Zweitmandat in den 16. Landtag von Baden-Württemberg gewählt. Sie war Mitglied im Ausschuss für Umwelt, Klima und Energiewirtschaft und im Ausschuss für Wirtschaft, Arbeit und Wohnungsbau. Bei der Landtagswahl 2021 kandidierte sie nicht erneut.

## Gesellschaftliches Engagement
Gabriele Reich-Gutjahr war von 2000 bis 2009 Mitglied im Hochschulrat der HfG Schwäbisch Gmünd und bis 2014 im Kuratorium der Hochschule Konstanz. Seit 1989 Mitglied von EWMD (European Women’s Management Development international Network), von 1998 bis 2002 Vorsitzende von EWMD Deutschland und National Representative im internationalen Board. Darüber hinaus war sie Mitglied im Verband deutscher Unternehmerinnen VdU und im American Chamber of Commerce in Germany. Sie ist Mitglied des Degerlocher Frauenkreises, Beisitzerin im Volksbund Deutsche Kriegsgräberfürsorge. Für Kinder engagiert sie sich im Rahmen von Primavera e.V. und als Patin bei Plan International Deutschland e.V.